# People Pleaser
Ein People Pleaser ist ein Mensch, der systematisch versucht, anderen Menschen zu gefallen und deren Bedürfnissen Vorrang zu gewähren. Der Begriff stammt aus dem angloamerikanischen Sprachraum und bedeutet übersetzt „jemand, der Menschen gefällt“. Dementsprechend wird das Verhaltensmuster eines People Pleasers als People Pleasing bezeichnet. (Alternative Schreibweisen für beide Begriffe findet man gelegentlich auch mit Bindestrich.)

## Merkmale

### Charakteristische Eigenschaften
Ein People Pleaser stellt seine eigenen Bedürfnisse aus einer übermäßigen Angst vor Ablehnung und Konflikten zurück und strebt ständig nach Harmonie um jeden Preis. Es handelt sich hierbei allerdings nicht um eine psychische Störung, sondern vielmehr um ein erlerntes Verhaltensmuster.

### Typische Sprachmuster
Zwecks Vermeidung von möglichen Konflikten oder Konfrontationen stellen People Pleaser ihre eigene Meinung zurück („Ich bin nicht sicher, was denkst du?“ oder „Du hast Recht.“) oder erfüllen die Wünsche ihrer Mitmenschen trotz eigener Überlastung („Ja, ich kann das machen.“). Sie befriedigen ihr ausgeprägtes Harmoniebedürfnis, indem sie unwahre Schuldeingeständnisse äußern („Es tut mir wirklich leid. Das war meine Schuld.“) oder ein friedliches Miteinander geradezu erflehen („Ich will nicht, dass du sauer auf mich bist.“).

## Mögliche Ursachen
Menschen können aus unterschiedlichen Gründen zu People Pleasern werden, wie die nachfolgenden Beispiele verdeutlichen.

### Kindheitserfahrungen
Die Verhaltensweisen vieler People Pleaser beruhen auf Erfahrungen in ihrer Kindheit. Sie haben von ihren Eltern gelernt, dass die Wünsche anderer Menschen wichtiger sind als die eigenen. Oft legten die Eltern größten Wert auf Harmonie, um Konflikten aus dem Weg zu gehen, und gewährten ihren Kindern nur für die daraus resultierenden Verhaltensweisen Anerkennung und Zuneigung.

### Soziale und kulturell bedingte Erwartungen
In manchen Kulturen oder sozialen Gruppen, wie etwa in der japanischen Gesellschaft, hat das Streben, den Mitmenschen zu gefallen und sich dementsprechend anzupassen, besonders hohe Priorität.

### Geringes Selbstbewusstsein
Personen mit mangelndem Selbstwertgefühl streben besonders häufig nach Anerkennung durch ihre Mitmenschen und Bestätigung des eigenen Handelns, um in ihrem Umfeld geachtet zu werden.

### Furcht vor Ablehnung und Kritik
Wurde jemand in der Vergangenheit häufig kritisiert, nicht ernst genommen oder abgelehnt, so kann sich das negativ auf das Selbstvertrauen auswirken und führt häufig zu Scheu und Ängsten, die eigenen Standpunkte in der Gesellschaft zu vertreten.

## Auswirkungen
People Pleaser haben eine Reihe positiver Fähigkeiten. Sie besitzen Empathie, sind freundlich, feinfühlig und hilfsbereit bis hin zu einer – allerdings übersteigerten – Selbstlosigkeit. Dennoch wirken sich diese gut gemeinten Eigenschaften nachteilig auf die Betroffenen aus. Die Verhaltensweisen von People Pleasern lösen ein hohes Maß an Stress aus und führen somit zu psychischen Belastungen, wodurch das Risiko für psychische oder psychosomatische Erkrankungen deutlich ansteigt. Die extrem hohen Anforderungen, die sie an sich selbst stellen, können sie auf Dauer nicht erfüllen. Sie leiden darunter, dass sie ihre Bedürfnisse und Frustrationen ihren Mitmenschen verheimlichen.